# Hampden (Newfoundland en Labrador)
Hampden is een gemeente (town) in de Canadese provincie Newfoundland en Labrador. De gemeente ligt in het uiterste in het noorden van het eiland Newfoundland.

## Geschiedenis
In 1959 werd het dorp een gemeente met de status van local government community (LGC). In 1980 werden LGC's op basis van The Municipalities Act als bestuursvorm afgeschaft. De gemeente werd daarop automatisch een community om een aantal jaren later uiteindelijk een town te worden.

## Geografie
De gemeente Hampden ligt aan het zuidelijke uiteinde van de White Bay. Dat is een grote baai aan Newfoundlands noordkust die ter hoogte van Hampden echter slechts anderhalve kilometer breed is.
De dorpskern van Hampden ligt in het oosten van het gemeentelijke grondgebied en maakt nog net deel uit van het schiereiland Baie Verte. Het merendeel van het grondgebied ligt echter ten westen van de baai en aldus niet op het voornoemde schiereiland.
De relatief afgelegen plaats is bereikbaar via provinciale route 421. In het noordoosten grenst de gemeente aan Beaches, een local service district waarvan de postbus zich in Hampden bevindt. Het dichtstbij gelegen dorp is het noordelijker gelegen Pollard's Point op een rijafstand van 50 km.

## Demografie
Demografisch gezien kent Hampden, net als de meeste afgelegen plaatsen op Newfoundland, reeds enkele decennia een dalende trend. Tussen 1991 en 2021 daalde de bevolkingsomvang van 716 naar 439. Dat komt neer op een daling van 277 inwoners (-38,7%) in dertig jaar tijd.
| Demografische ontwikkeling van Hampden tussen 1991 en 2021                 |
| -------------------------------------------------------------------------- |
|                                                                            |
| Bron: Statistics Canada (1951–1986, 1991–1996, 2001–2006, 2011–2016, 2021) |

## Gezondheidszorg
Gezondheidszorg wordt in de gemeente aangeboden door de Hampden Clinic. Deze lokale zorginstelling valt onder de bevoegdheid van de gezondheidsautoriteit Western Health en biedt de inwoners van Hampden en omgeving alledaagse eerstelijnszorg en gemeenschapsgezondheidsverpleegkunde (community health nursing) aan.